# コルボルドロ
コルボルドロ（イタリア語: Colbordolo）は、イタリア共和国マルケ州ペーザロ・エ・ウルビーノ県ヴァッレフォリア (it:Vallefoglia) に属する分離集落（フラツィオーネ）。
かつては独立した自治体（コムーネ）であったが、2014年にサンタンジェロ・イン・リッツォーラと合併し、新自治体の一部となった。

## 地理

### 位置・広がり
コルボルドロは、ウルビーノから北北東へ12km、ペーザロから西南西へ19kmの距離にある。
独立したコムーネの時期には、 Bottega, Cappone, Montefabbri, Pontevecchio, Talacchioといった分離集落を含んでいた。コムーネは27.43km2 の面積があり、中心地区の標高は293m、最低地点は50m、最高地点は399mであった。2014年1月時点のコムーネ人口は6145人。

#### 隣接コムーネ
隣接していたコムーネは以下の通り。
- モンテカルヴォ・イン・フォーリア
- モンテラッバーテ
- ペトリアーノ
- サンタンジェロ・イン・リッツォーラ
- タヴッリア
- ウルビーノ

## 文化・観光
Montefabbriは「イタリアの最も美しい村」クラブに加盟していた。